# Роберт де Тосни, 1-й барон Тони
Роберт де Тосни (англ. Robert de Tosny; 4 апреля 1276 — до 28 ноября 1309) — английский аристократ, феодальный барон Фламстед с 1295 года, 1-й барон Тони с 1299 года, сын Рауля VII де Тосни. Участвовал в войнах с Шотландией. После его смерти старшая ветвь рода Тосни по мужской линии угасла.

## Происхождение
Роберт происходил из англонормандского рода Тосни. Один из его предков, Рауль II де Тосни, принимал участие в нормандском завоевании Англию получив в награду ряд владений, в том числе и поместье Фламстед в Хартфордшире, позже ставшее центром феодальной баронии Тосни. Поместья Тосни располагались в графствах Норфолк, Эссекс, Хартфордшир, Беркшир, Глостершир, Вустершир и Херефордшир. После конфискации в 1204 году Нормандии французским королём Филиппом II Августом Тосни утратили континентальные владения.
Отцом Роберта был Рауль VII де Тони (1255 — 1295), феодальный барон Фламстед с 1263/1264 года. Он был женат на Марии, происхождение которой неизвестно. В этом браке родилось двое детей: Роберт и Алиса де Тосни.

## Биография
Роберт родился 4 апреля 1276 года в Торнби. 
Не позже 22 июля 1298 года Роберт был посвящён в рыцари. Он принимал участие в ряде сражений первой войны за независимость Шотландии: победной для англичан битве при Фолкерке (22 июля 1298 года), а также в осаде Керлаверока (1300 год).
6 февраля 1299 года Роберт был вызван в английский парламент королём Эдуардом I в качестве барона Тони.
Роберт умер не позже 28 ноября 1309 года, не оставив детей. С его смертью угасла старшая ветвь рода Тосни. Его владения унаследовала сестра, Алиса, которая в это время была замужем за Ги де Бошаном, графом Уориком.

## Брак
Жена: с 25 апреля 1293 Матильда Стратернская (умерла в 1340/1348), дочь Малиса III, мормэра Стратерна, и Алисы Комин. Брак был бездетным.